# Insania
Insania är ett power metal-band från Järfälla i Stockholms län. För att inte förväxlas med det tjeckiska post-hardcorebandet INSANIA, lägger Insania ibland till suffixet Stockholm.

## Historik
Bandet bildades 1992 av trumslagaren Mikko Korsbäck och elgitarristen Henrik Juhano. I början var också basisten Tomas Stolt medlem i bandet, men han hoppade av för att sedan återvända 1996. Korsbäcks skolkamrat Niklas Dahlin blev bandets andregitarrist. Därutöver kom bandet även att inbegripa sångaren David Henriksson och keyboardisten Patrik Västilä. Mikko Korsbäck hade tidigare själv sjungit, men han ville nu fokusera på trumtrakterandet.
Efter att ha spelat in två demos kom det första musikalbumet World of Ice (1999). Det andra, Sunrise in Riverland, spelades in i Finnvox Studios och kom ut 2001. Efter detta följde ett antal spelningar i Sverige samt en liten turné med Saxon. David Henriksson lämnade bandet efter turnén och ersattes av Ola Halén.
År 2002 var det dags att spela in ett nytt album, också det i Finnvox Studios. Fantasy (A New Dimension) kom ut i februari 2003. I slutet av 2002 valde Patrik Västilä att hoppa av för att fokusera på sina studier och ersattes av Dimitri Keiski. Strax efter lämnade även gitarristerna Henrik Juhano och Niklas Dahlin bandet av personliga skäl och startade bandet Disdained, där även Tomas Stolt spelade. Peter Östros ersatte dem båda. Bandet valde att spela med endast en elgitarrist för att ge mer utrymme för klaviaturen.
En ny demo med fyra låtar spelades in runt årsskiftet 2003–2004. Bandet tecknade kontrakt med det svenska skivbolaget Black Lodge under sommaren 2005 och spelade in den nya skivan i december samma år. På grund av tekniska problem kom skivan, som heter Agony – Gift of Life inte ut förrän under 2007. Under slutet av 2007 åkte Insania på Europaturné som förband till finska Ensiferum.
Efter en ganska lång paus från musiken (bl.a. för att några av bandmedlemmarna blivit föräldrar) bestämde man sig så för att skriva nytt material, och för att träffas och repetera tillsammans igen. Mikko Korsbäck och Henrik Juhano träffades under våren 2010 för att se om "gnistan" fortfarande fanns kvar för att skriva och producera musik tillsammans. Man märkte ganska direkt att man kunde skriva material på samma sätt som förut, och tillsammans med Peter Östros började man så att skriva nya låtar. Då Ola Halén ville satsa på sitt eget projekt Shadows Past valde man att ta in sångaren Johan Fahlberg från tyska Jaded Heart (där även Peter Östros är medlem). 
Efter några spelningar i både Sverige och Finland kände Johan Fahlberg dock att tiden inte räckte till, så han bestämde sig för att hoppa av bandet. Dimitri Keiski hade sadlat om från att spela klaviatur, och satsade nu på att bli basist. Problemet var nu att hitta en keyboardist, då man under hösten skrivit på för att spela på "Rock at Sea", (Viking Lines M/S Cinderella- Rockkryssning), och tiden var knapp. Då Patrik Västila var "ledig" passade det sig ganska bra att återförenas med Mikko och Henrik, och problemet med att hitta en ny keyboardist var löst. Dimitri Keiski erbjöd sig att sjunga och spela bas samtidigt, under de kommande spelningarna, och då detta visade sig vara en perfekt lösning var valet enkelt att fortsätta på detta spår.
Efter en tid lämnade Henrik Juhano återigen bandet. Niklas Dahlin återvände till Insania 2013.
Under 2019 återvände Ola Halén till bandet. I september 2020 skrev man kontrakt med det italienska skivbolaget Frontiers Records och i november 2021 utkom Insanias femte album - V (Praeparatus Supervivet).
Insania meddelade i januari 2025 att Tomas Stolt, Peter Östros och Dimitri Keiski valt att lämna bandet. Ola Halén tog över andragitarren och som ny basist rekryterades Erik Arkö. Bandets sjätte studioalbum, The Great Apocalypse, släpptes i juni 2025.

## Medlemmar
Nuvarande medlemmar
- Mikko Korsbäck – trummor (1992– )
- Niklas Dahlin – gitarr (1994–2003, 2013– )
- Ola Halén – sång (2002–2010, 2019– ), gitarr (2025– )
- Erik Arkö – basgitarr (2025– )

Tidigare medlemmar
- Patrik Västilä – keyboard (?–2002, 2010)
- Henrik Juhano – gitarr (1992–2003, 2010)
- David Henriksson – sång (1997–2002)
- Johan Fahlberg – sång (2010)
- Tomas Stolt – basgitarr (1992–1994, 1996–2010, 2013–2025)
- Dimitri Keiski – bakgrundssång, keyboard (2002–2010), basgitarr (2010), sång (2013–2025)
- Peter Östros – gitarr (2003–2025)

## Diskografi
Studioalbum
- World of Ice (1999)
- Sunrise in Riverland (2001)
- Fantasy (A New Dimension) (2003)
- Agony – Gift of Life (2007)
- V (Praeparatus Supervivet) (2021)
- The Great Apocalypse (2025)

Singlar
- "Gift of Life" (2007)
- "To Live Another Day" (2007)
- "Praeparatus Supervivet" (2021)

Demo
- Demo (2004)
- 2nd Demo 2004 (2004)